# Yellow Rose
Yellow Rose es una película de drama musical filipino-estadounidense de 2019 coescrita y dirigida por Diane Paragas. Es producida por Cecilia R. Mejia, Diane Paragas, Rey Cuerdo, Orian Williams y Jeremiah Abraham. La película está protagonizada por Eva Noblezada, Dale Watson, Princess Punzalan, and Lea Salonga. La trama sigue a Rose, unainmigrante ilegal filipina, que sueña con dejar su pequeño pueblo en Texas para perseguir sus sueños de música country. Su plan queda en suspenso cuando el Servicio de Control de Inmigración y Aduanas se lleva a su madre y Rose se ve obligada a huir a Austin, Texas.

## Reparto
- Eva Noblezada como Rose Garcia
- Lea Salonga como Gail Garcia
- Dale Watson como sí mismo
- Princess Punzalan como Priscilla Garcia
- Gustavo Gomez como Jose
- Libby Villari como Jolene
- Liam Booth como Elliot Blatnik

## Producción
En mayo de 2019, se anunció que la película se estrenaría en el Festival de Cine del Pacífico Asiático de Los Ángeles el 2 de mayo de 2019. La directora y guionista Diane Paragas dijo a los periodistas que la película ha estado en proceso desde 2004. También se anunció que Paragas cantaría en la banda sonora al igual que Eva Noblezada, Lea Salonga y Dale Watson.
La fotografía principal comenzó en Austin, Texas y Manila, Filipinas el 17 de agosto de 2018. La filmación terminó en enero de 2019.

## Estreno
Yellow Rose se estrenó en el Festival de Cine de Asia y el Pacífico en Los Ángeles el 2 de mayo de 2019. Se proyectó en varios otros festivales de cine a nivel internacional. Ganó trece premios en festivales de cine, destacando especialmente la dirección de Paragas y las actuaciones de Noblezada y Salonga. Aunque el estreno en cines de la película se retrasó debido a la pandemia de COVID-19, se estrenó el 9 de octubre de 2020. Yellow Rose es una de las primeras películas filipino-estadounidenses estrenadas por un importante estudio de Hollywood en un estreno teatral.

## Recepción

### Taquilla
Yellow Rose debutó en el noveno lugar en la taquilla de Estados Unidos, recaudando $150,330 en 900 salas de cine durante su primer fin de semana.

### Respuesta crítica
En el sitio web de revisión y reseñas Rotten Tomatoes, la película obtuvo un índice de aprobación del 87% sobre la base de 55 reseñas, con una calificación promedio de 7.2/10. El consenso de los críticos del sitio web dice: “Una historia coming-of-age con un giro oportuno, Yellow Rose ofrece una perspectiva fresca – y dulcemente gratificante – sobre la experiencia de los inmigrantes”. En Metacritic, la película obtuvo un puntaje promedio de 70 sobre 100, basado en 14 críticas, lo cual indica “reseñas generalmente positivas”.